# 15 يوليو
- السبت
- الأحد
- الاثنين
- الثلاثاء
- الأربعاء
- الخميس
- الجمعة

- 283 محرم 1447  هـ
- 294 محرم 1447  هـ
- 305 محرم 1447  هـ
- 16 محرم 1447  هـ
- 27 محرم 1447  هـ
- 38 محرم 1447  هـ
- 49 محرم 1447  هـ
- 510 محرم 1447  هـ
- 611 محرم 1447  هـ
- 712 محرم 1447  هـ
- 813 محرم 1447  هـ
- 914 محرم 1447  هـ
- 1015 محرم 1447  هـ
- 1116 محرم 1447  هـ
- 1217 محرم 1447  هـ
- 1318 محرم 1447  هـ
- 1419 محرم 1447  هـ
- 1520 محرم 1447  هـ
- 1621 محرم 1447  هـ
- 1722 محرم 1447  هـ
- 1823 محرم 1447  هـ
- 1924 محرم 1447  هـ
- 2025 محرم 1447  هـ
- 2126 محرم 1447  هـ
- 2227 محرم 1447  هـ
- 2328 محرم 1447  هـ
- 2429 محرم 1447  هـ
- 2530 محرم 1447  هـ
- 261 صفر 1447  هـ
- 272 صفر 1447  هـ
- 283 صفر 1447  هـ
- 294 صفر 1447  هـ
- 305 صفر 1447  هـ
- 316 صفر 1447  هـ
- 17 صفر 1447  هـ

15 يوليو أو 15 تمُّوز أو 15 يوليه أو يوم 15 \ 7 (اليوم الخامس عشر من الشهر السابع) هو اليوم السادس والتسعون بعد المئة (196) من السنوات البسيطة، أو اليوم السابع والتسعون بعد المئة (197) من السنوات الكبيسة وفقًا للتقويم الميلادي الغربي (الغريغوري). يبقى بعده 169 يوما لانتهاء السنة.

## أحداث
- 1099 - سقوط مدينة القدس بيد الصليبيين وذلك في إطار الحملة الصليبية الأولى وقيام مملكة بيت المقدس.
- 1840 - توقيع « معاهدة لندن» بين بريطانيا والإمبراطورية النمساوية وبروسيا والإمبراطورية الروسية من جانب والدولة العثمانية من جانب آخر وذلك بعد خسارة العثمانيين والجيش المصري بعهد محمد علي باشا أمام القوى الأوروبية في معركة نافارين البحرية.
- 1948 - صدور قرار مجلس الأمن رقم 54 بوقف الأعمال العسكرية في فلسطين.
- 1958 -
  - مصرع رئيس الوزراء العراقي الاسبق نوري السعيد في منطقة البتاوين في بغداد في اليوم التالي للانقلاب العسكري الذي أنهى الحكم الملكي في العراق.
  - الرئيس الأمريكي دوايت أيزنهاور يقرر إرسال قوات مشاة البحرية الأمريكية إلى لبنان بناء على طلب الرئيس اللبناني كميل شمعون بعد يوم واحد من الانقلاب العسكري في العراق الذي أطاح بالعائلة المالكة.
- 1961 - افتتاح قناة الجيش في بغداد.
- 1962 - الجزائر تتقدم بطلب للانضمام إلى جامعة الدول العربية بعد استقلالها عن فرنسا.
- 1974 - تنفيذ انقلاب على الرئيس القبرصي مكاريوس الثالث بمشاركة الجيش اليوناني في قبرص والحرس الوطني القبرصي والمجلس العسكري اليوناني.
- 1986 - إسرائيل تنتج قنابل عنقودية أكثر تطورًا من القنابل الأمريكية.
- 1994 - الأردن وإسرائيل توافقان على إجراء محادثات سلام بينهما في واشنطن.
- 1997 - اغتيال مصمم الأزياء جياني فيرساتشي في منزله في ميامي بولاية فلوريدا.
- 2003 - تأسيس مؤسسة موزيلا كمنظمة غير ربحية لمتابعة تطوير موزيلا.
- 2007 - شمعون بيريز يتولى رئاسة إسرائيل.
- 2008 - مقتل 35 وجرح أكثر من 70 إثر تفجير انتحاريين نفسيهما وسط حشود متطوعي الجيش العراقي في مدينة بعقوبة شمال العاصمة بغداد.
- 2009 - تحطم طائرة ركاب إيرانية في محافظة قزوين شمال غرب إيران ومقتل جميع ركابها البالغ عددهم 150 راكبًا.
- 2010 - وقوع تفجيرين انتحاريين في المسجد الجامع بمدينة زاهدان الإيرانية استهدفا المتعبدين الشيعة المجتمعين خلال الاحتفال بمولد الإمام الحسين وأخيه العباس ما أسفر عن مقتل 27 شخصا و169 جريحا.
- 2012 - اندلاع اشتباكات عنيفة بين مقاتلي الجيش الحر والجيش السوري في جنوب العاصمة السورية دمشق، والتي مهدت لاحقاً لإعلان ما سمي بمعركة دمشق.
- 2013 - الإعلان عن اكتشاف القمر أس/2004 أن 1 بواسطة مرصد هابل الفضائي، ويعتبر القمر الرابع عشر وأصغرهم لنبتون.
- 2016 - قيام محاولة انقلاب عسكري في تركيا على يد مجموعة من الجيش باءت بالفشل بعد قيام مظاهرات مناوئة لهذه المحاولة في إسطنبول وأنقرة وكبريات المدن التركية، استجابة لنداء أطلقته الحكومة ورئيس الجمهورية رجب طيب أردوغان.
- 2018 - المنتخب الفرنسي لكرة القدم يهزم نظيره الكرواتي ويتوج بكأس العالم لكرة القدم للمرة الثانية بعد بطولة 1998.
- 2020 - اختراق النظام الأمني لموقع تويتر، واستخدام حسابات بعض المشاهير بهدف الاحتيال لجمع عملة البيتكوين، وقُدّرت خسائر ضحايا العملية بأكثر من مائة ألف دولار، بينما هبط سعر أسهم شركة تويتر بنسبة 4%.
- 2021 - أمطار غزيزة وفيضانات مدمرة تجتاح عدة دول في أوروبا وتؤدي إلى مقتل ما لا يقل عن 180 شخصًا وفقد آخرين.
- 2022 - انعقاد قمة جدة للأمن والتنمية في مدينة جدة في المملكة العربية السعودية، بحضور الرئيس الأمريكي جو بايدن وقادة دول مجلس التعاون الخليجي، بالإضافة إلى قادة مصر والعراق والأردن.
- 2024 - المنتخب الأرجنتيني لكرة القدم يتوج بلقب كوبا أمريكا للمرة السادسة عشرة في تاريخه بعد فوزه في النهائي على نظيره الكولومبي بنتيجة 1–0.

## مواليد
- 1573 - إنيغو جونز، معماري إنجليزي.
- 1606 - رامبرانت فان راين، رسام هولندي.
- 1763 - روجر هيل شيف، نائب حاكم كندا العليا (أونتاريو حالياً)، وجنرال في الجيش البريطاني.
- 1848 - فيلفريدو باريتو، اقتصادي وعالم في علم اجتماع إيطالي.
- 1904 - سراج منير، ممثل مصري.
- 1918 - برترام بروكهاوس، عالم فيزياء كندي حاصل على جائزة نوبل في الفيزياء عام 1994.
- 1921 - روبرت ميريفيلد، عالم كيمياء أمريكي حاصل على جائزة نوبل في الكيمياء عام 1984.
- 1922 - ليون ليدرمان، عالم فيزياء أمريكي حاصل على جائزة نوبل في الفيزياء عام 1988.
- 1926 - إدريس الشرايبي، أديب مغربي.
- 1927 - ثروت أباظة، روائي مصري.
- 1928 - كارل وويس، عالم أحياء دقيقة أمريكي.
- 1930 -
  - جاك دريدا، فيلسوف فرنسي.
  - دونالد شتاينر، عالم كيمياء حيوية أمريكي.
- 1939 - أنيبال كافاكو سيلفا، رئيس البرتغال.
- 1945 - يورغين موليمان، سياسي ألماني.
- 1946 - السلطان حسن البلقيه، سلطان بروناي.
- 1949 - الشيخ محمد بن راشد آل مكتوم، نائب الرئيس ورئيس وزراء دولة الإمارات العربية المتحدة وحاكم إمارة دبي.
- 1952 -
  - بييرلويجي بايريتو، حكم كرة قدم إيطالي.
  - تيري كوين، ممثل أمريكي.
- 1953 -
  - جان برتران أريستيد، رئيس هايتي.
  - جون دينام، سياسي بريطاني.
- 1954 -
  - ماريو كيمبس، لاعب كرة قدم أرجنتيني.
  - طارق ذياب، لاعب كرة قدم ووزير تونسي.
- 1960 - ضحى الدبس، ممثلة سورية.
- 1961 - فورست ويتكر، ممثل أمريكي.
- 1964 - علي حسن خليل، سياسي وحقوقي لبناني.
- 1965 - ديفيد ميلباند، سياسي بريطاني.
- 1968 -
  - آمال سعد الدين، ممثلة سورية.
  - نجلاء سحويل، ممثلة أردنية.
- 1973 - براين أوستن غرين، ممثل أمريكي.
- 1976 -
  - ديان كروغر، ممثلة وعارضة أزياء ألمانية.
  - سما المصري، ممثلة وفنانة استعراضية مصرية.
  - ماركو دي فايو، لاعب كرة قدم إيطالي.
- 1979 - ألكسندر فراي، لاعب كرة قدم سويسري.
- 1982 - وائل شرف، ممثل سوري.

## وفيات
- 963 - علي بن إسحاق الزاهي، شاعر وتاجر عراقي.
- 1085 - روبرت جيسكارد، دوق كالابريا وبوليا.
- 1521 - خوان بونسي دي ليون، مستكشف إسباني.
- 1904 - أنطون تشيخوف، أديب روسي.
- 1919 - هيرمان إميل فيشر، عالم كيمياء ألماني حاصل على جائزة نوبل في الكيمياء عام 1902.
- 1945 - جون بيرشنغ، جنرال أمريكي.
- 1958 - نوري السعيد، رئيس وزراء العراق.
- 1975 - عبد المهدي مطر، فقيه وكاتب وشاعر وأستاذ جامعي عراقي.
- 1977 - مشاعل بنت فهد بن محمد بن عبد العزيز آل سعود، أميرة سعودية.
- 1983 - محمد أبو شهبة، عالم دين مصري.
- 1994 - بشير العوف، صحفي وكاتب وشاعر سوري.
- 1997 - جياني فيرساتشي، مصمم أزياء إيطالي.
- 2017 - مريم ميرزاخاني، عالمة رياضيات إيرانية.
- 2020 - إلياس فركوح، كاتب، مترجم وروائي أردني.
- 2021
  - محمد نفاع، سياسي إسرائيلي من عرب الداخل.
  - بيتر دي فريس، صحفي استقصائي هولندي.
  - جان كرافت، مغنية أوبرا أمريكية.

## أعياد ومناسبات
- عيد القديس فلاديمير الأول.

## وصلات خارجية
- وكالة الأنباء القطريَّة: حدث في مثل هذا اليوم.
- النيويورك تايمز: حدث في مثل هذا اليوم.
- BBC: حدث في مثل هذا اليوم.